# Andrei Radu (calciatore 1996)
Andrei Radu (Bucarest, 21 giugno 1996) è un calciatore rumeno, difensore del Câmpulung Muscel.

## Biografia
È il cugino del portiere Ionuț Radu.

## Carriera
Ha giocato nella prima divisione dei campionati rumeno, cipriota e greco.